# Kanton Troarn
Kanton Troarn (fr. Canton de Troarn) je francouzský kanton v departementu Calvados v regionu Normandie. Od roku 2015 se skládá ze 29 obcí, do té doby byl tvořen 17 obcemi.

## Obce kantonu
- Airan
- Argences
- Banneville-la-Campagne
- Bellengreville
- Billy
- Cagny
- Canteloup
- Cesny-aux-Vignes
- Chicheboville
- Cléville
- Conteville
- Cuverville
- Démouville
- Émiéville
- Escoville
- Fierville-Bray
- Frénouville
- Janville
- Moult
- Ouézy
- Poussy-la-Campagne
- Saint-Ouen-du-Mesnil-Oger
- Saint-Pair
- Saint-Pierre-du-Jonquet
- Saint-Samson
- Sannerville
- Touffréville
- Troarn
- Vimont

## Obce kantonu (do roku 2015)
- Argences
- Banneville-la-Campagne
- Cagny
- Canteloup
- Cléville
- Cuverville
- Démouville
- Émiéville
- Giberville
- Janville
- Saint-Ouen-du-Mesnil-Oger
- Saint-Pair
- Saint-Pierre-du-Jonquet
- Sannerville
- Touffréville
- Troarn
- Vimont